# Benno Imendörffer
Benno Imendörffer (* 25. Juni 1867 in Pest; † 29. April 1945 in Steinbach am Attersee) war ein österreichischer Schriftsteller und Lehrer.

## Leben
Als Sohn des Bankdirektors August Imendörffer (1836–1902) geboren, studierte Benno Imendörffer nach dem Besuch ungarischer Schulen und des Oberrealgymnasiums in Stuttgart ungarische Rechtswissenschaften in Budapest, dann Philosophie an der Universität Wien. Während seines Studiums wurde er 1889 Mitglied der Akademischen Burschenschaft Markomannia Wien. 1894 wurde er zum Dr. phil. promoviert und bestand 1896 seine Lehramtsprüfung für Geschichte und Geographie. Er arbeitete mit dem Titel Professor als Mittelschullehrer in Troppau, Brünn und ab 1903 in Wien. Er engagierte sich in burschenschaftlichen Verbänden und war Herausgeber und Leiter der Zeitschrift Wartburg. Zeitschrift für den ostmärkischen Burschenschafter. Er war Mitgründer des Deutschen Klubs und viele Jahre in der Leitung des Deutschen Schulvereins tätig. 1925 wurde er als erster aktiver Mittelschullehrer Regierungsrat in Österreich.
Am 30. Mai 1938 beantragte er die Aufnahme in die NSDAP und wurde rückwirkend zum 1. Mai desselben Jahres aufgenommen (Mitgliedsnummer 6.243.440).

## Ehrungen
- 1934: Herman-Haupt-Plakette

## Veröffentlichungen (Auswahl)
- Speise und Trank im deutschen Mittelalter. Prag 1901.
- Beiträge zur Quellenkunde der sechs letzten Bücher der Annalen des Tacitus. Brünn 1901. (Online)
- Lehrbuch der Erdkunde für österreichische Mittelschulen. Mehrere Ausgaben und Schuljahrgänge um 1913 bis 1919.
- Die Verteidigung Wiens im Jahre 1683. Leipzig, Wien 1918.
- Deutsch-Westungarn. Berlin 1919.
- Wien und seine Umgebung. Berlin 1924.
- Die grüne Steiermark. Berlin 1925.
- Eduard Heyck, der Mann und sein Werk. Lahr 1928.
- Geschichte der Burschenschaft Markomannia zu Wien in den ersten siebzig Jahren ihres Bestandes. Wien 1930.
- Israel und die Völker. Wien 1935.
- Mitarbeiter bei Theodor Pugel: Antisemitismus der Welt in Wort und Bild. Der Weltstreit um die Judenfrage. Dresden 1936.